# Casper Gedsted
Casper Gedsted (Farsø, 4 februari 2002) is een Deense voetballer die bij voorkeur speelt als verdediger, maar ook inzetbaar is op andere posities aan de rechterflank.

## Carrière
Gedsted maakt op 13-jarige leeftijd de overstap van amateurclub Farsø/Ullits IK naar Aalborg BK. Hij groeide daar uit tot jeugdinternational en kwam uit voor Denemarken O16 en O17. In de zomer van 2021 tekende Gedsted een contract voor vijf jaar en sloot hij aan bij de selectie van het eerste elftal.
Op 31 augustus 2021 maakte de rechtsback zijn officiële debuut in de hoofdmacht tijdens een met 0-13 gewonnen bekerwedstrijd bij FIUK, toen hij na de rust het veld betrad als vervanger van Kristoffer Pallesen. Zijn competitiedebuut volgde ruim een half jaar later. Op 20 maart 2022 viel hij tijdens een met 3-0 gewonnen thuiswedstrijd tegen Brøndby IF in voor Jakob Ahlmann Nielsen.
Na afloop van het seizoen liet Gedsted zijn tot 2026 doorlopende contract bij Aalborg BK voortijdig ontbinden uit onvrede over het gebrek aan speeltijd. Op 17 juli 2022 maakte VVV-Venlo bekend dat de transfervrije Deense rechtsback als proefspeler aansloot bij een vijfdaags trainingskamp tijdens de voorbereiding op het seizoen 2022/23. Gedsted kreeg echter geen contract en keerde weer terug naar Denemarken.

## Clubstatistieken
| 2021/22                           | Aalborg BK      | Superligaen     | 6  | 0 | 1 | 0 | 1 | 0 | 8  | 0 |
| 2022/23                           | Ypsonas         | B' Kategoria    | 13 | 0 | 1 | 0 | 0 | 0 | 14 | 0 |
| 2022/23                           | HB Køge         | 1. division     | 11 | 0 | 0 | 0 | 0 | 0 | 11 | 0 |
| Carrière totaal                   | Carrière totaal | Carrière totaal | 30 | 0 | 2 | 0 | 1 | 0 | 33 | 0 |
| Bijgewerkt tot en met 9 juli 2023 |                 |                 |    |   |   |   |   |   |    |   |